# Tenderloin (New York)
Pour les articles homonymes, voir Tenderloin.

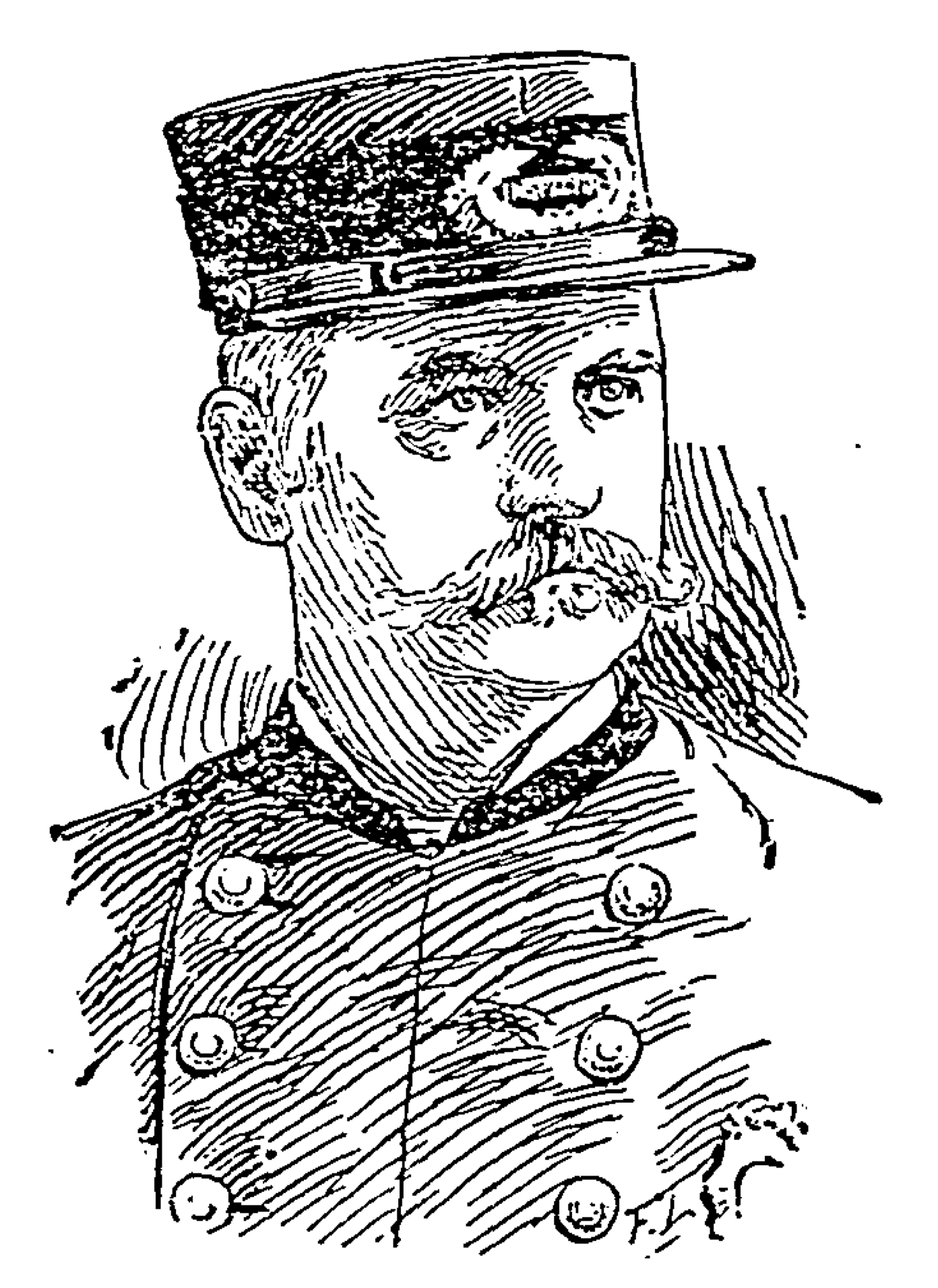
Le capitaine Alexander Williams - gravure

Tenderloin est un ancien quartier de la ville de New York, qui était situé au plein cœur de l'arrondissement de Manhattan.

## Histoire
Le capitaine de police Alexander Williams aurait forgé le terme à la fin des années 1870 pour désigner la zone située dans Midtown, entre la 23e rue au sud, la 42e rue au nord, la Cinquième Avenue à l'est et la Septième Avenue à l'ouest. La plupart de cet espace fait aujourd'hui partie de Chelsea. 
Tenderloin faisait partie des quartiers chauds de la ville, notamment en raison des nombreuses maisons closes qui s'y trouvaient. En 1914, les Afro-américains de classe moyenne qui peuplaient Tenderloin commencèrent à migrer directement vers le nord de l'île, et essentiellement Harlem, qui était à l'origine un quartier blanc. Le nom du quartier a commencé à disparaître dans les années 1970, lorsque de nombreux projets de réhabilitation de la zone furent menés à bien.